# Brigitte Groneberg
Brigitte Groneberg (* 9. April 1945 in Regensburg) ist eine deutsche Altorientalistin.
Brigitte Groneberg studierte Klassische Archäologie und Assyriologie, Vorderasiatische Archäologie, Islamkunde und Semitistik an der Universität Münster und an der Eberhard Karls Universität Tübingen. Sie erlernte die Keilschriftsprachen Assyrisch, Babylonisch, Sumerisch und Hethitisch sowie Klassisches Arabisch, Türkisch und Hebräisch. Hinzu kam Westsemitische Epigraphik. Ihre akademischen Lehrer waren Wolfram von Soden, Wolfgang Röllig, Rudi Paret, Hans Wehr, Ruth Opificius und Ulrich Hausmann.
1972 wurde Groneberg bei Wolfram von Soden in Münster mit der Arbeit „Untersuchungen zum hymnisch-epischen Dialekt der altbabylonischen Texte“ promoviert. Hier beschrieb sie einen literarischen Dialekt der altbabylonischen Zeit. 1974 bis 1975 war sie Wissenschaftliche Mitarbeiterin am Sonderforschungsbereich 19 der Deutschen Forschungsgemeinschaft, dem Tübinger Atlas des Vorderen Orients, danach bis 1987 Wissenschaftliche Assistentin am Altorientalischen Seminar der Universität Tübingen. Dort habilitierte sie sich 1985 mit dem umfangreichen Werk Syntax, Morphologie und Stil der jungbabylonischen „hymnischen“ Literatur. 1976/77 und 1987 war Brigitte Groneberg als Mitarbeiterin am Chicago Assyrian Dictionary der University of Chicago in den USA, 1989 als Directeur de recherche am CNRS in der équipe von Mari in Paris.
Zum Wintersemester 1990 wurde Brigitte Groneberg Professorin für Altorientalistik an der Universität Hamburg, seit 1999 schließlich am Seminar für Keilschriftkunde an der Universität Göttingen, wo sie bis zu ihrer Pensionierung 2010 lehrte. Vortragsreisen führten sie nach Belgien, Australien, Frankreich, die USA, Japan, die Niederlande, Großbritannien und Finnland. 1996 erhielt sie die Medaille des „Collège de France 'Francois I.'“. 1997 eröffnete sie mit einem Vortrag den Fachkongress der American Oriental Society in Miami. 2006 bis 2008 war sie Vizepräsidentin der Universität Göttingen.
Groneberg forscht besonders zur babylonisch-assyrischen Grammatik und Grammatiktheorie, zu mesopotamischer Literatur und Religionsgeschichte und assyriologischer Wissenschaftsgeschichte.

## Veröffentlichungen (Auswahl)
- Untersuchungen zum hymnisch-epischen Dialekt der altbabylonischen literarischen Texte. Dissertation, Universität Münster 1971.
- Répertoire Géographique des Textes Cunéiformes III: Die Orts- und Gewässernamen der altbabylonischen Zeit. Unter Benutzung der Sammlungen von J.-R. Kupper und W. F. Leemans und unter Mitarbeit von M. Stol bearbeitet (= Tübinger Atlas des Vorderen Orients. Nummer 7). Dr. Ludwig Reichert, Wiesbaden 1980, ISBN 3-88226-086-6.
- Syntax, Morphologie und Stil der jungbabylonischen „hymnischen“ Literatur (= Freiburger Altorientalische Studien. Band 14). 2 Teilbände, Franz Steiner, Stuttgart 1987, ISBN 3-515-04859-6.
- Lob der Ištar. Tanatti Is̆tar. Gebet und Ritual an die altbabylonische Venusgöttin (= Cuneiform monographs. Band 8). Styx, Groningen 1997, ISBN 90-5693-006-0.
- Die Götter des Zweistromlandes. Kulte, Mythen, Epen. Artemis & Winkler, Düsseldorf u. a. 2004, ISBN 3-7608-2306-8.